# Тарасова (Шадрінський район)
Тарасо́ва (рос. Тарасова) — село у складі Шадрінського району Курганської області, Росія. Адміністративний центр Тарасовської сільської ради.
Населення — 160 осіб (2010, 210 у 2002).
Національний склад станом на 2002 рік: росіяни — 84 %.